# Aceratherium
Aceratherium (tiếng Hy Lạp: "quái thú" (therion) "không có (a) sừng" (keratos)) là một chi tê giác đã tuyệt chủng thuộc phân họ Aceratheriinae sống ở lục địa Á-Âu vào thế Miocen.